# Aleksandros Papagos
Aleksandros Papagos (gr. Αλέξανδρος Παπάγος; ur. 9 grudnia 1883 w Atenach, zm. 4 października 1955 tamże) – grecki marszałek i polityk, premier Grecji w latach 1952–1955.

## Życiorys
Od 1903 w armii greckiej. Uczestnik wojen bałkańskich i I wojny światowej. W latach 1935–1936 minister wojny i główny inspektor wojska, od 1936 szef Sztabu Generalnego, przeprowadził reformę armii greckiej. W latach 1940–1941 naczelny dowódca w wojnie z Włochami i Niemcami. W lutym 1941 w Tatoi uczestniczył, razem z premierem Aleksandrosem Korizisem, w rozmowach z Brytyjczykami, w rezultacie których rząd grecki zgodził się na lądowanie wojsk brytyjskich na terytorium Grecji.
W trakcie okupacji należał do sygnatariuszy wezwania greckich wojskowych do uczestnictwa w ruchu oporu. Aresztowany, od sierpnia 1943 więzień Dachau. Uwolniony 5 maja 1945, długo wzbraniał się przed uczestnictwem w wojnie domowej. Piastował godność Wielkiego Szambelana Dworu, a dopiero 19 stycznia 1949 objął stanowisko naczelnego dowódcy sił zbrojnych. Jako żołnierz o wysokim autorytecie, podniósł morale armii i nominalnie, nie jako dowódca polowy, kierował dalszymi operacjami przeciwko komunistycznej partyzantce DSE. Po zwycięstwie, 17 października 1949 awansowano go, po raz pierwszy w historii Grecji, do stopnia marszałka. W 1951 zakończył służbę w wojsku, podejmując karierę polityczną.
W 1951 założył nową partię, Grecki Alarm („Ελληνικός Συναγερμός”), przedstawiającą program konserwatywny. Nowe ugrupowanie przejęło dawny elektorat Partii Ludowej i w wyborach parlamentarnych w 1951 uzyskało 114 mandatów. Papagos odmówił jednak wejścia do rządu. Po zmianie ordynacji wyborczej jego partia uzyskała 239 mandatów na 300, mimo zdobycia mniej niż połowy głosów. 23 listopada 1952 Papagos został premierem Grecji.
W polityce geostrategicznej uznał przewodnią rolę USA w całym tzw. wolnym świecie oraz zatwierdził lokalizację w Grecji amerykańskich baz wojskowych. Nie zdołał uchronić Greków z Turcji przed prześladowaniami – we wrześniu 1955 nastąpiły pogrom w Stambule, katastrofa ekonomiczna i wygnanie Greków z Konstantynopola (Stambuł) oraz podobne wydarzenia w wielu innych ośrodkach Turcji – ani nie zdołał zaproponować stabilnej formy dla tworzącego się właśnie, w sferze projektu, dwunarodowego państwa cypryjskiego. Nawiązał bardzo dobre stosunki z wrogą, do niedawna, Jugosławią. Osiągnął umiarkowany sukces ekonomiczny, denominując o 50%, a następnie stabilizując i doprowadzając do wymienialności grecką walutę narodową – drachmę. Ustawodawczo wspierał odbudowę zniszczonej wojną greckiej prowincji. Popadł w konflikt z ministrem ds. gospodarki, zakończony dymisją ministra.
Zmarł 4 października 1955, po krótkiej chorobie, jeszcze jako premier. Król Paweł I Grecki wyznaczył wtedy Konstandinosa Karamanlisa, jako premiera – następcę.